# Disney Channel (Pologne)
Disney Channel est diffusée en Pologne depuis le 1er décembre 2006 en version sous-titrée en polonais. La chaîne est disponible via le satellite Hot Bird 7A sur les bouquets nc+ et Cyfrowy Polsat.

## Programmes
- Kacze opowieści
- Star Butterfly kontra siły zła
- Miraculum: Biedronka i Czarny Kot